# Phyllonorycter cydoniella
Phyllonorycter cydoniella är en fjärilsart som först beskrevs av Denis och Ignaz Schiffermüller 1775.  Phyllonorycter cydoniella ingår i släktet guldmalar, och familjen styltmalar.
Artens utbredningsområde är:
- Österrike.
- Belgien.
- Belarus.
- Estland.
- Lettland.
- Litauen.
- Bulgarien.
- Tjeckien.
- Slovakien.
- Frankrike.
- Tyskland.
- Grekland.
- Ungern.
- Irland.
- Italien.
- Nederländerna.
- Norge.
- Portugal.
- Rumänien.
- Schweiz.
- Turkmenistan.
- Moldavien.
- Ukraina.
- Kroatien.

Inga underarter finns listade i Catalogue of Life.